# Avigdor Lieberman
Avigdor Lieberman (hebrejsky  אביגדור ליברמן‎, rodným jménem Evet Lvovič Liberman, rusky Эве́т Льво́вич Ли́берман; * 5. července 1958 Kišiněv, Sovětský svaz) je izraelský politik, předseda strany Jisra'el bejtenu a poslanec Knesetu. V minulosti zastával ve vládě Ariela Šarona posty ministra dopravy a národní infrastruktury. V letech 2009 až 2012 a 2013 až 2015 zastával post ministra zahraničních věcí. Od roku 2016 do listopadu roku 2018 zastával post ministra obrany.
Lieberman v minulosti vyzval, aby Izrael změnil své hranice a předal území osídlené izraelskými Araby Palestinské samosprávě, výměnou za bloky izraelských osad na palestinských územích. Zároveň požaduje, aby všichni obyvatelé Izraele, včetně často antisionistických charedim a izraelských Arabů, podepsali věrnost státu nebo přišli o své právo volit a být voleni. Navzdory jeho podpoře „dvoustátnímu řešení“ jej mnohá média označují jako ultrapravicového politika a ultranacionalistu. Mnozí komentátoři označují jeho názory jako „protiarabské.“

## Biografie
Narodil se v tehdejším sovětském městě Kišiněv, které je dnes hlavním městem Moldavska. Jako mladík pracoval jako vyhazovač v nočním klubu a jako rozhlasový hlasatel v Baku. V roce 1978 emigroval jako dvacetiletý do Izraele, kde si odsloužil povinnou vojenskou službu v Izraelských obranných silách. Poté studoval mezinárodní vztahy a politické vědy na Hebrejské univerzitě v Jeruzalémě, kde získal titul bakalář.
Je ženatý a se svou manželkou Ellou (rozenou Cipkinovou) má tři děti. Žije v osadě Nokdim na Západním břehu Jordánu.

## Politická činnost
V roce 1979 byl podle tvrzení dvou svědků několik měsíců členem rasistické strany Kach. On sám ovšem členství v této organizaci popírá. V letech 1983 až 1988 pomáhal založit sionistické fórum pro sovětské židovstvo a byl členem výboru Jerusalem Economic Corporation a tajemníkem jeruzalémské pobočky odborového svazu Histadrut. V letech 1993 až 1996 byl hlavním tajemníkem Likudu a v letech 1996 až 1997 tajemníkem kanceláře premiéra Benjamina Netanjahua. V roce 1999 založil stranu Jisra'el bejtenu a byl redaktorem novin Joman Jisra'eli („Izraelský deník“). Lieberman podporuje izraelský vstup do Evropské unie a NATO.
V roce 1999 byl zvolen do Knesetu a zastával funkci předsedy izraelsko-moldavské parlamentní přátelské ligy. V březnu 2001 byl jmenován ministrem národní infrastruktury, ale březnu 2002 na ministerský post rezignoval. V lednu 2003 byl opět zvolen do Knesetu za společnou kandidátku Národní jednoty a Jisra'el bejtenu a v únoru byl jmenován ministrem dopravy. V květnu 2004 však z vlády odešel kvůli nesouhlasu s plánem premiéra Šarona na stažení Izraele z Pásma Gazy.
V říjnu 2006 podepsal Lieberman a tehdejší premiér Ehud Olmert koaliční dohodu, na jejímž základě se Lieberman stal vicepremiérem a ministrem strategických záležitostí. Izraelskou vládu však opustil v lednu 2008 poté, co Jisra'el bejtenu vystoupil z vládní koalice na protest proti jednání s palestinskými Araby. Ve volbách do Knesetu v únoru 2009 se Liebermanova strana stala třetí největší parlamentní stranou a Lieberman byl vnímán jako faktický vítěz voleb, který určí složení příští izraelské vlády. Podle koaliční dohody, kterou uzavřel Lieberman za Jisra'el bejtenu s Likudem, se Lieberman stal izraelským ministrem zahraničí.

### Podezření z ekonomické kriminality
Lieberman byl počátkem dubna 2009 vyslýchán kriminální policií a útvarem pro boj s organizovaným zločinem pro podezření z účasti na rozsáhlých ekonomických zločinech – praní špinavých peněz, úplatkářství, zpronevěry a zneužití důvěry. Obvinění se týká období, kdy řídil ministerstvo dopravy. Vyšetřovatelé podle serveru Ynet.co.il rozkryli šest až osm fiktivních společností a velký počet účtů, kterými měly „vyprané“ peníze proudit do strany Jisra'el bejtenu. Jedním z těchto kont je bankovní účet na Kypru, patřící Liebermanově dceři Michal.
Počátkem srpna 2009 policie doporučila státní prokuratuře obžalovat Liebermana z uplácení, praní špinavých peněz a zastrašování svědků. Doporučení musí schválit generální prokurátor a v případě obžaloby by mu hrozil trest 31 let odnětí svobody. Lieberman jakoukoliv vinu odmítl. Koncem prosince však podal demisi na post ministra zahraničních věcí. V listopadu 2013 ho soud osvobodil. Zprávu o tom uvítal ministerský předseda Benjamin Netanjahu, který oznámil, že se Lieberman vrátí do úřadu ministra zahraničí.

### Ministr obrany
V parlamentních volbách v lednu 2013 mezitím obhájil svůj poslanecký mandát. Mandát obhájil rovněž ve volbách v roce 2015. Jeho strana se však v roce 2015 do vládní koalice nezapojila; teprve v květnu 2016 se Lieberman dohodl s premiérem Netanjahuem na vstupu Jisra'el bejtenu do koalice a převzal po Moše Ja'alonovi post ministra obrany. V listopadu 2018 na post ministra obrany rezignoval, protože se domníval, že postup vlády vůči Hamásu je příliš shovívavý. 

## Kontroverze
V rámci předvolební kampaně řekl Lieberman na shromáždění před voliči dne 8. března 2015, v kontextu arabských Izraelců nebo Izraelců nesouhlasící s jeho politikou:
| „ | Ti, kteří jsou s námi si zaslouží vše, ale ti, kteří jsou proti nám, si zaslouží, aby jejich hlavy byly useknuty sekerou. | “ |
| — | |   |

Na témže shromáždění též řekl, že „ti, kteří na al Nakba vyvěsí černou vlajku na vyjádření zármutku nad založením Izraele, sem [do Izraele] nepatří“ a „celkem ochotně je daruji vůdci PA Mahmúdu Abbásovi“.

## Vyznamenání
- Řád cti – Moldavsko, 2008[17]